# Peter Skinner
Peter William Skinner (Oxford, 1º giugno 1959) è un ex politico britannico del Partito Laburista. È stato membro del Parlamento europeo dal 1994 al 2014, prima per la circoscrizione elettorale del Kent West dal 1994 al 1999, e poi dal 1999 per l'Inghilterra sud-orientale, dopo che le riforme nelle elezioni europee hanno creato nuove circoscrizioni elettorali. Il 31 marzo 2016, Skinner è stato dichiarato colpevole di aver sostenuto spese fraudolentemente mentre era deputato al Parlamento europeo, è stato successivamente incarcerato per 4 anni..

## Biografia
Ha completato un Master in economia e scienze politiche presso l'Università di Bradford, seguito da studi post laurea in relazioni industriali. Ha lavorato come manager del dipartimento delle risorse umane, ha tenuto conferenze sulla gestione e vari corsi di formazione.
Nel 1994, è stato eletto membro del Parlamento europeo dalla lista del Partito Laburista. Si è ricandidato ottenendo con successo la rielezione (nel 1999, 2004 e 2009). Nella VII legislatura entra a far parte del Gruppo dell'Alleanza Progressista di Socialisti e Democratici, e diventa anche membro della Commissione per i problemi economici e monetari. Nel 2012, ha dichiarato che non si sarebbe ricandidato per un ulteriore mandato.